# Primel-Erdeule
Die Primel-Erdeule (Diarsia mendica) ist ein Schmetterling (Nachtfalter) aus der Familie der Eulenfalter (Noctuidae).

## Merkmale

### Falter
Die Falter der Nominatform erreichen eine Flügelspannweite von 35 bis 40 Millimetern. Bei der Primel-Erdeule handelt es sich um eine Art mit einer außerordentlich großen Bandbreite bezüglich der farblichen Ausgestaltung. So kommen Exemplare mit gelblicher, hellbrauner oder rotbrauner Grundfärbung der Vorderflügel vor. Im meist aufgehellten Wurzelfeld zeigt sich mitunter ein kleiner, schwarzer Fleck. Zwischen Ring- und Nierenmakel sowie der inneren Querlinie befinden sich größere schwarze Flecke. Nahezu kreisrund und zuweilen beigebraun gefüllt treten die Ringmakel hervor, während die Nierenmakel dunkler und gelegentlich stark eingeschnürt sind. Nur als kleiner schwarzer Punkt erscheinen die Zapfenmakel. Die äußere Querlinie ist dünn, doppelt ausgebildet und oftmals hell gefüllt. Die Hinterflügel sind zeichnungslos braungrau.

### Ei, Raupe, Puppe
Das Ei ist kugelig, an der Basis stark abgeflacht, kräftig gerippt und weißlich gefärbt. Erwachsene Raupen erscheinen in verschiedenen bräunlichen Farbtönungen und sind mit gelblichen Rücken- und Nebenrückenlinien versehen. Dazwischen befinden sich dunklere, undeutliche Winkelflecke. Die Seitenstreifen haben eine rotgraue Farbe. Auf dem elften Segment befindet sich ein gelber Querstrich. Die Puppe ist kastanienbraun gefärbt und mit zwei längeren Dornen sowie zwei kürzeren Borsten am Kremaster ausgestattet.

### Ähnliche Arten
Eine gewisse Ähnlichkeit besteht zur Braunen Erdeule (Diarsia brunnea), bei der jedoch violettbraune Farbtönungen vorherrschen. Die Wegerich-Erdeule (Diarsia rubi) sowie Diarsia florida sind weniger kontrastreich gezeichnet und meist etwas dunkler gefärbt.

## Geographische Verbreitung und Lebensraum
Diarsia mendica ist eine überwiegend mittel- bis nordeuropäische Art. Kleinere Vorkommen in Südeuropa gibt es in den Pyrenäen und im Kantabrischen Gebirge, dem Apennin und Kalabrien, den östlichen Balkan bis nach Nordgriechenland. Die Verbreitungsgebiete der Unterarten sind:
- Diarsia mendica mendica (Fabricius, 1775), in Mittel- und Nordeuropa, außer im nördlichsten Teil Fennoskandinaviens,
- Diarsia mendica borealis (Zetterstedt, 1839), in Teilen Skandinaviens sowie in Island und Nordrussland,
- Diarsia mendica thulei (Staudinger, 1891), auf den Shetland- und Färöer-Inseln
- Diarsia mendica orkneyensis (Bytinski-Salz, 1939), auf den Orkney-Inseln.
- Diarsia mendica lamentunda (Alphtraky, 1897), in Sibirien bis Kamtschatka, der Mongolei, China und Tibet,
- Diarsia mendica monochroma (Boursin, 1963), im Elburs-Gebirge und weiteren Teilen des Irans
- sowie nach Fibiger eine weitere noch unbeschriebene Unterart im Norden der Türkei, in Armenien, dem Kaukasus und weiteren Gebieten Transkaukasiens.

Die Primel-Erdeule bewohnt vorzugsweise lichte Wälder mit Heidelbeerbewuchs, Heidegebiete, Hochmoore sowie Gebirgsgegenden. In den Alpen ist sie noch in Höhen von über 2000 Metern anzutreffen.

## Lebensweise
Die nachtaktiven Falter fliegen hauptsächlich von Juni bis August in einer Generation im Jahr. Sie besuchen gerne künstliche Lichtquellen sowie den Köder, gelegentlich auch die Blüten des Schmetterlingsflieders (Buddleja davidii), des Wald-Flattergrases (Milium effusum) oder der Besenheide (Calluna vulgaris). Die Raupen sind ab September zu finden. Sie ernähren sich von verschiedenen Pflanzen, beispielsweise von:
- Primeln (Primula),
- Heidelbeere (Vaccinium myrtillus),
- Moorbeere (Vaccinium uliginosum) und
- Männerfarn (Dryopteris filix-mas).

Die Raupen überwintern und verpuppen sich im Mai des folgenden Jahres in einer Erdhöhle.

## Gefährdung
Die Primel-Erdeule kommt in Deutschland in allen Bundesländern zuweilen zahlreich vor und wird auf der Roten Liste gefährdeter Arten als nicht gefährdet geführt.